# Eching am Ammersee
Eching am Ammersee är en kommun och ort i Landkreis Landsberg am Lech i Regierungsbezirk Oberbayern i förbundslandet Bayern i Tyskland.
Kommunen ingår i kommunalförbundet Schondorf am Ammersee tillsammans med kommunerna Greifenberg och Schondorf am Ammersee.